# Филип (син на Лизимах)
Вижте пояснителната страница за други личности с името Филип.
Филип (на старогръцки: Φίλιππος) e гръцки принц от Мала Азия от македонски и тесалийски произход.
Той е третият син на Лизимах († 281 пр.н.е.), цар на Тракия, Древна Македония и Западна Мала Азия, и третата му съпруга Арсиноя II († 270 пр.н.е.), дъщеря на диадох Птолемей I и втората му съпруга Береника I. Брат е на Птолемей Епигон и Лизимах. Той е поубрат на Агатокъл, Александър, Арсиноя I и Евридика и на още един и на Александър.
Той расте в Ефес. След смъртта на баща му през през 281 пр.н.е. в битката при Корупедия, майка му успява да избяга от настъпващата селевкидска войска в Касандрия. В Касандрия тя сключва брачен договор с полубрат си Птолемей Керавън, който обаче убива след това Филип и брат му Лизимах, големият му брат Птолемей се спасява, a нея изгонва от града и тя отива с двама слуги в Самотраки.